# لامسدن بیچ
لامسدن بیچ (به انگلیسی: Lumsden Beach) یک منطقهٔ مسکونی در کانادا است که در ساسکاچوان واقع شده‌است. لامسدن بیچ ۰٫۴۷ کیلومتر مربع مساحت و ۱۰ نفر جمعیت دارد.